# Xestocephalus nilgiriensis
Xestocephalus nilgiriensis är en insektsart som beskrevs av William Lucas Distant 1918. Xestocephalus nilgiriensis ingår i släktet Xestocephalus och familjen dvärgstritar. Inga underarter finns listade i Catalogue of Life.